# Özlem Saglanmak
Özlem Saglanmak, född 25 november 1980 i Nørrebro, är en dansk skådespelerska.
Özlem Saglanmak är utbildad skådespelare vid Statens Teaterskole. Hon har bland annat medverkat i TV-serien Anna Pihl och Gråzon där hon spelade Samira respektive Marjan Rajavi. I den danska dramafilmen Det andra offret spelade hon huvudrollen som läkaren Alexandra.

## Filmografi (i urval)
- 2008 – Anna Pihl (TV-serie)
- 2013 – Bron (TV-serie)
- 2018 – Gråzon (TV-serie)
- 2021 – Kometernas jul (TV-serie)
- 2022 – Borgen (TV-serie)
- 2025 – Det andra offret